# 伊藤強
伊藤 強（いとう つよし、1935年〈昭和10年〉1月2日 - 2016年〈平成28年〉12月15日）は、日本の音楽評論家。

## 略歴
日本統治時代の朝鮮・京城（後のソウル特別市）に生まれる。
1958年に東北大学文学部を卒業後、『週刊読書人』を経て、1959年から1970年まで報知新聞社に所属し、おもに文化部記者として活動する。
1970年から、フリーで音楽評論を開始。1972年以降、NHKラジオ『音楽アラカルト』の金曜日のパーソナリティを務めている。
1997年から2003年にかけて、トークライブ「伊藤強の昭和史」を企画運営した。
2000年から2004年まで、日本レコード大賞審査委員長をつとめた。
料理が趣味で、1977年に設立された男子厨房に入る会の設立会員となり、1999年には第3代会長となった。
「世田谷・九条の会」呼びかけ人を務めていた。
2016年12月15日、誤嚥性肺炎のため死去。81歳没。

## テレビ
- 3時にあいましょう
- やじうまワイド
- 千円の食卓

## ラジオ
- 音楽アラカルト（NHKラジオ第1）
- お楽しみワイド
- 歌の星座（NHKラジオ第1）
- 全国歌謡ベストテン[1]
- カネボウ・ニューミュージック・ナウ（FM東京）[1]
- リクエストコーナー（NHKラジオ第1）[1]

## おもな著書

### 単著
- 加藤登紀子の世界、共同音楽出版社、1975年
- 『それはリンゴの唄から始まった：戦後世代の芸能史』駸々堂出版、1984年
- 『歌謡界とっておきの話』シンコー・ミュージック、1985年
- 『日本の歌手"50+1"人：TV世代に夢をつれてきた』日本テレビ放送網、1990年
- 『マヒナ主義和田弘』サンクリエイト 1995
- 『今夜は、男厨!：料理を遊び、食を楽しみ、音を愛でるひとときエッセイ、ウィザードプレス/キングベアー出版、1999年

### 共著
- 『ザ・芸能界 おもしろタレント学』加東康一共著 ミュージック・アット・チョイス編 全国朝日放送 1986
- 『きみはスターになれるか』加東康一共著 一季出版 1988